# Flugplatz Lachen-Speyerdorf

i7
i11
i13
Der Flugplatz Lachen-Speyerdorf (ICAO-Code: EDRL) ist ein Verkehrslandeplatz im Ortsteil Lachen-Speyerdorf der kreisfreien Stadt Neustadt an der Weinstraße (Rheinland-Pfalz).

## Geographische Lage

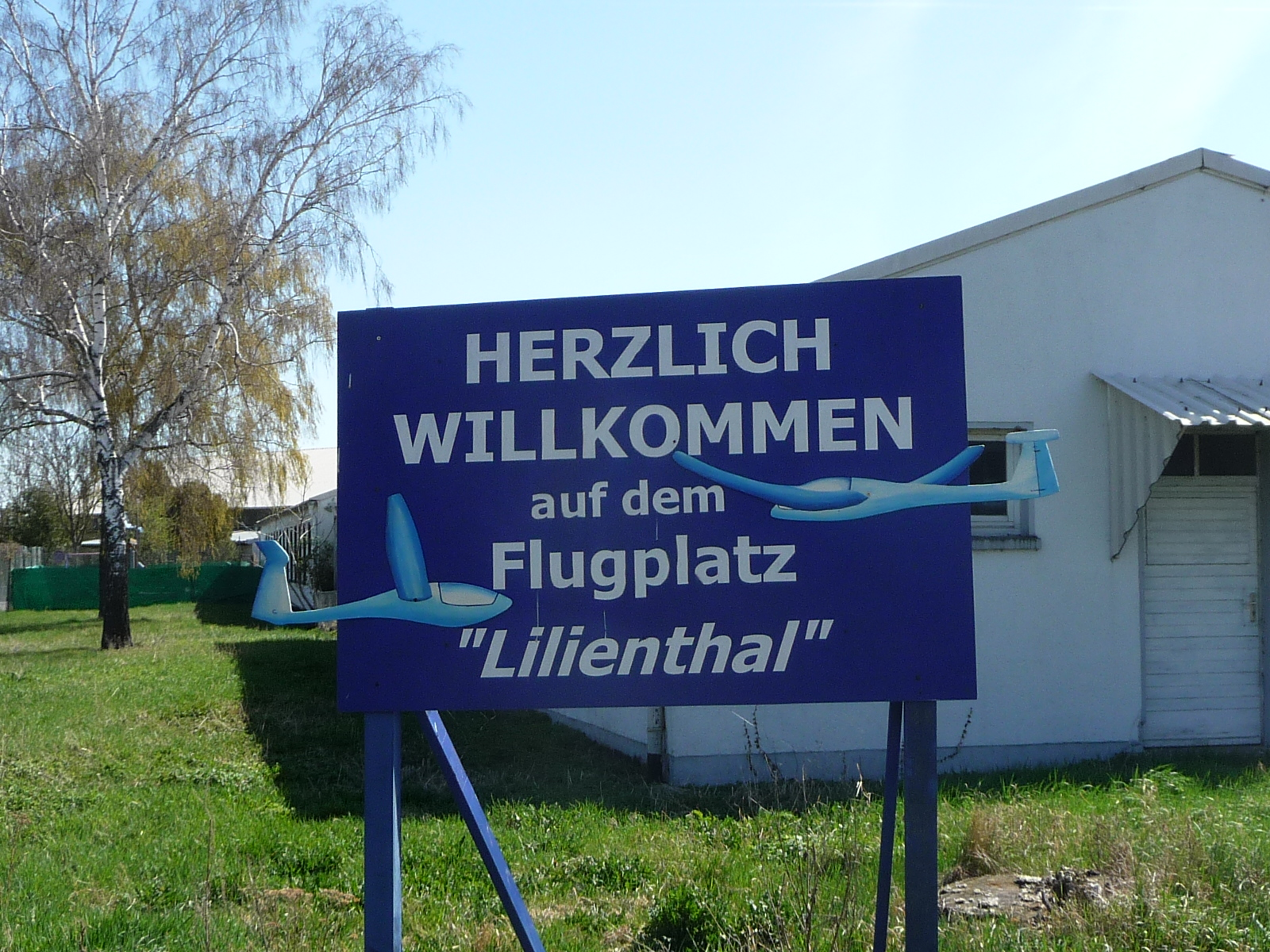
Eingangsbereich

Der Flugplatz Lachen-Speyerdorf mit seiner 1000 m langen und 30 m breiten Start- und Landebahn, die von Nordwest nach Südost verläuft und dabei etwa 2 m abfällt, liegt auf einer mittleren Höhe von 118 m ü. MSL. Er erstreckt sich am Ostrand der bis 1969 selbstständigen Doppelgemeinde auf Speyerdorfer Gemarkung von Nordwest nach Südost. Das gesamte Gelände ist heute etwa 1600 m lang und bis 600 m breit; die Grundfläche beträgt 70 Hektar, anfangs war sie 90 Hektar groß. Im Nordwesten grenzt die Wohnbebauung an das Flugplatzgelände, im Nordosten der Speyerbach, südöstlich und südwestlich verlaufen Bewässerungsgräben, deren Wasser aus dem Speyerbach abgeleitet ist.
Großräumig erreichbar ist der Flugplatz über die etwa 2,5 km entfernte Anschlussstelle 13 Neustadt an der Weinstraße-Süd der Autobahn 65 (Ludwigshafen–Karlsruhe) westlich von Lachen-Speyerdorf, wo die Autobahn und die Bundesstraße 39 (Neustadt–Speyer) sich kreuzen. Im Ortsteil weisen die Flugplatz- und die Lilienthalstraße auf den Flugplatz hin, von dem aus sie im Nordwesten bzw. im Nordosten verlaufen.
Nächstgelegene Flugplätze sind in Bad Dürkheim (16 km), in Speyer (18 km) und in Mannheim (27 km).

## Geschichte
Der Flugplatz wurde ab 1912 gebaut und 1913 als Flugplatz Lilienthal in Betrieb genommen; benannt wurde er nach dem Luftfahrtpionier Otto Lilienthal. Im Jahr 1917, während des Ersten Weltkriegs, wurde das Gelände durch die bayerische Militärregierung enteignet und diente bis zum Kriegsende 1918 als deutscher Militärflugplatz. Danach wurde die Anlage durch die französische Besatzungsmacht beschlagnahmt, die sie bis 1930 als französischen Militärflugplatz nutzte. Nach der Rückgabe an Deutschland fand am 20. Juli 1930 eine Landung des Zeppelins LZ 127 „Graf Zeppelin“ statt. Das regionale Großereignis ging maßgeblich auf Daniel Meininger zurück, einen Neustadter Druckereibesitzer, der damals 1. Vorsitzender des Flugsportvereins Neustadt a. d. Haardt war.
Von 1931 bis 1945, als dort ein Luftschutz-Polizeikommando bestand, wurde der Flugplatz wiederum militärisch durch Deutschland genutzt, nach dem Zweiten Weltkrieg etwa zehn Jahre lang durch die französische Besatzungsmacht. Im Jahr 1955 gestattete Frankreich die Mitbenutzung des Flugplatzes durch Segelflieger des Flugsportvereins Neustadt im Rahmen des Flugbetriebs des militärischen Aero-Clubs der französischen Streitkräfte, während Motorflug für deutsche Flieger noch verboten war. Im Jahr 1961 wurde der Flugplatz wieder als öffentlicher ziviler Verkehrslandeplatz zugelassen. Halter und Betreiber ist der Flugsportverein Neustadt/Weinstr. e. V., Grundlage ist ein mit Zustimmung des Oberkommandos der französischen Streitkräfte FFA mit der Bundesfinanzverwaltung geschlossener Pachtvertrag.

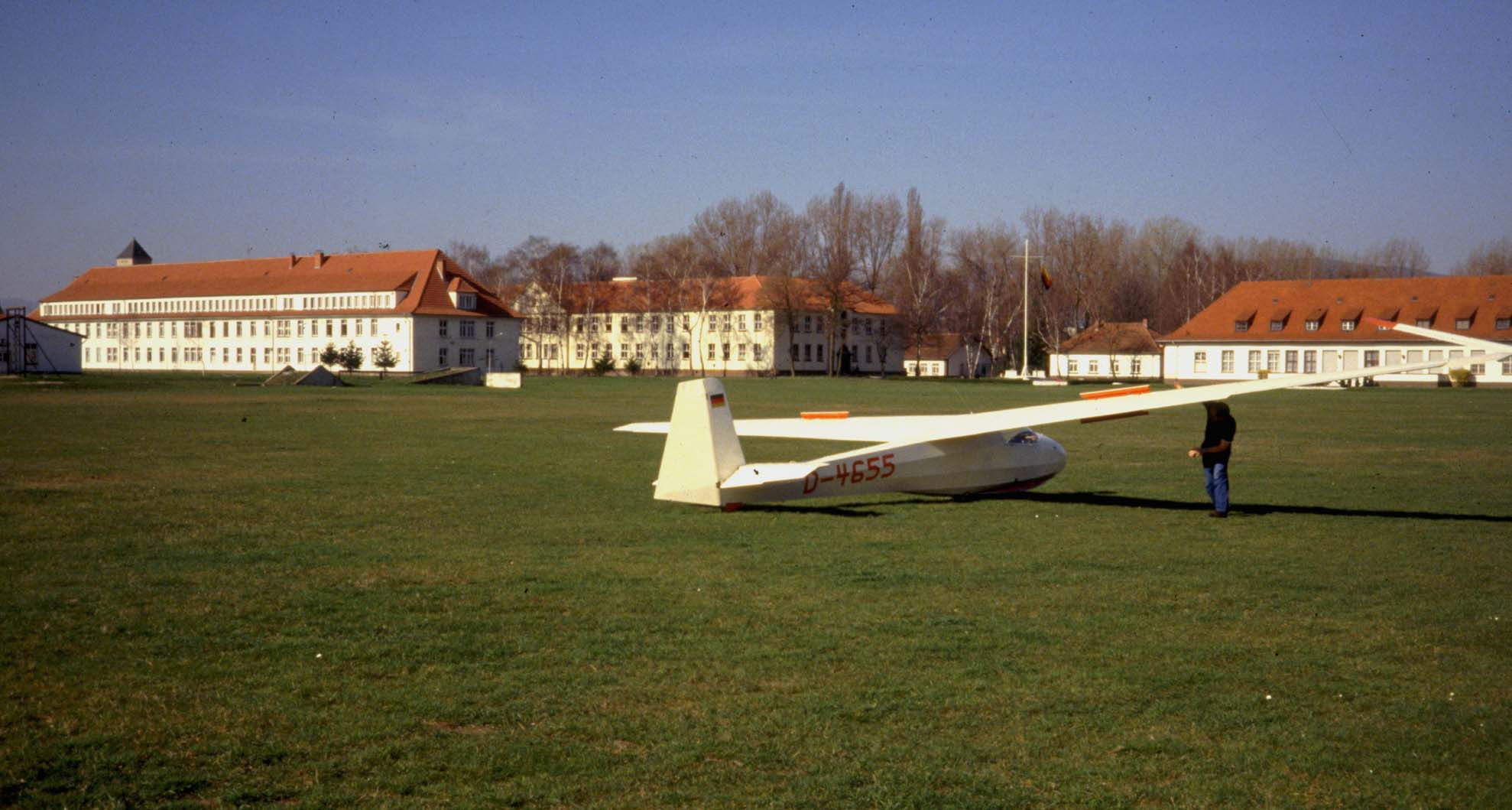
Flugfeld im Jahr 1988

Im Jahr 1965 wurde die Flugplatzgemeinschaft Lilienthal gegründet, die in die Verträge mit der Bundesfinanzverwaltung und dem Landesministerium für Wirtschaft und Verkehr eintrat. Da die Flugplatzgemeinschaft weder Personal noch finanzielle Mittel zur Verfügung stellen konnte, wurden Geschäftsführung, Betrieb und Unterhaltung des Verkehrslandeplatzes bereits 1961 durch den Flugsportverein Neustadt unter Mithilfe der anderen dort Flugsport treibenden Vereine – damals Fallschirmsportclub Neustadt und Flugsportverein Kaiserslautern – übernommen. Am 9. Dezember 1994 unterschrieb Friedel Renker als 1. Vorsitzender des Flugsportvereins Neustadt bei Notar Fuchs in Neustadt den notariellen Kaufvertrag. Damit erwarb der Flugsportverein Neustadt den Flugplatz. Seitdem fungiert dieser als Landesleistungszentrum des rheinland-pfälzischen Segelflugs und ist immer wieder Ausrichtungsort für Segelflugwettbewerbe bis hin zu Deutschen Meisterschaften, 2007 und 2018 auch für die Deutschen Meisterschaften der Damen.
Am 1. und 2. September 2012 fand die Hundertjahrfeier des Flugplatzes statt. Rechnerisch gesehen betraf die Feier allerdings den Baubeginn und nicht die Inbetriebnahme.
Über die Geschichte des Flugplatzes enthalten die Blätter zur Geschichte der Deutschen Luft- und Raumfahrt weitere Angaben.

## Betrieb

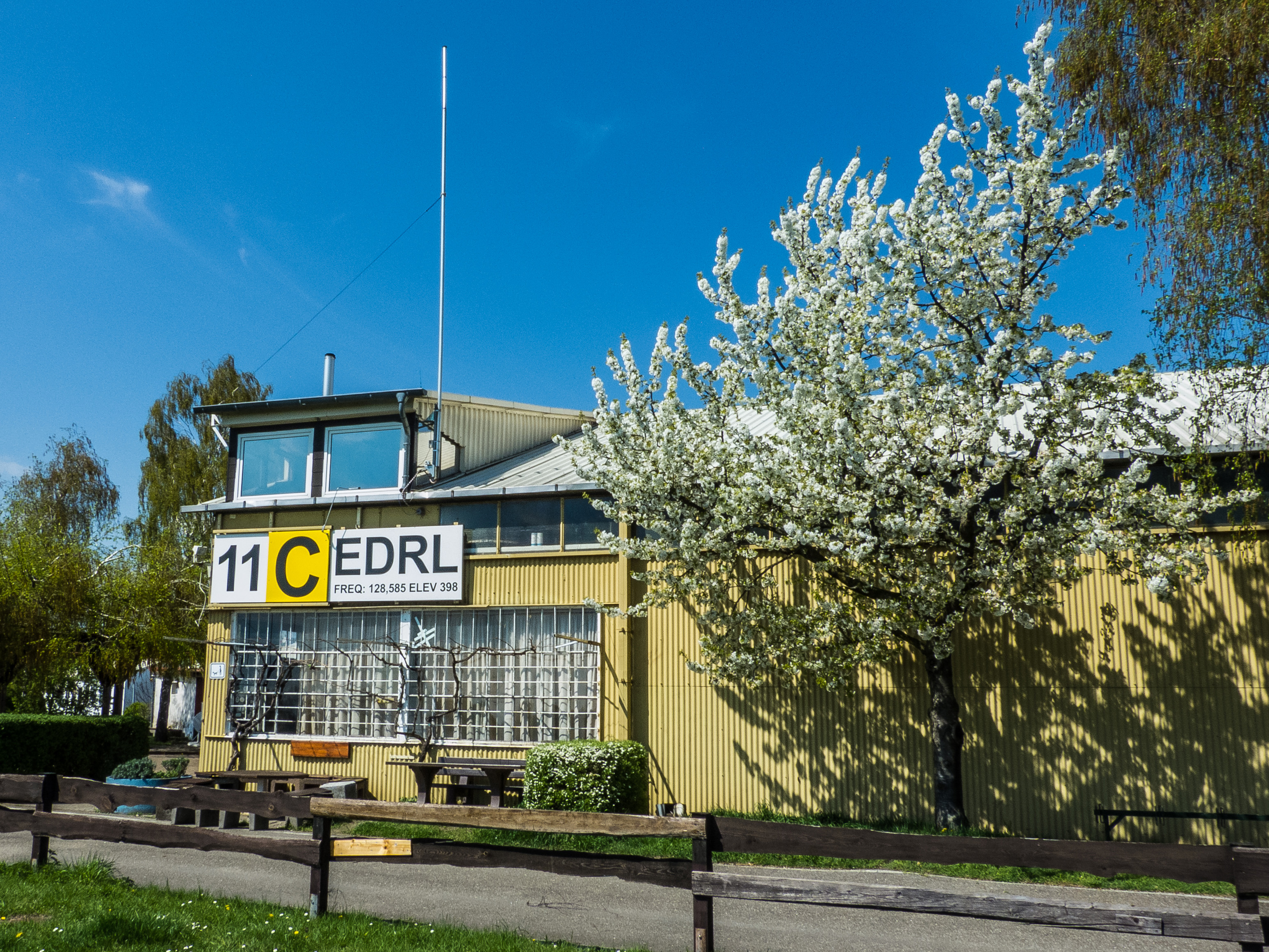
Kontrollturm

Der Flugplatz wird von der Flugplatzgemeinschaft Lilienthal e. V. betrieben. Sie besteht aus den regionalen Vereinen
- Flugsportverein Neustadt e. V.
- Flugsportverein Kaiserslautern e. V.
- Fallschirmsportclub Neustadt/Weinstraße e. V.

Der Flugplatz ist zugelassen für Luftfahrzeuge bis zu einem Gewicht von 3 t, mit einer Ausnahmegenehmigung auch bis 5,7 t.